# Giovanni di Corraduccio

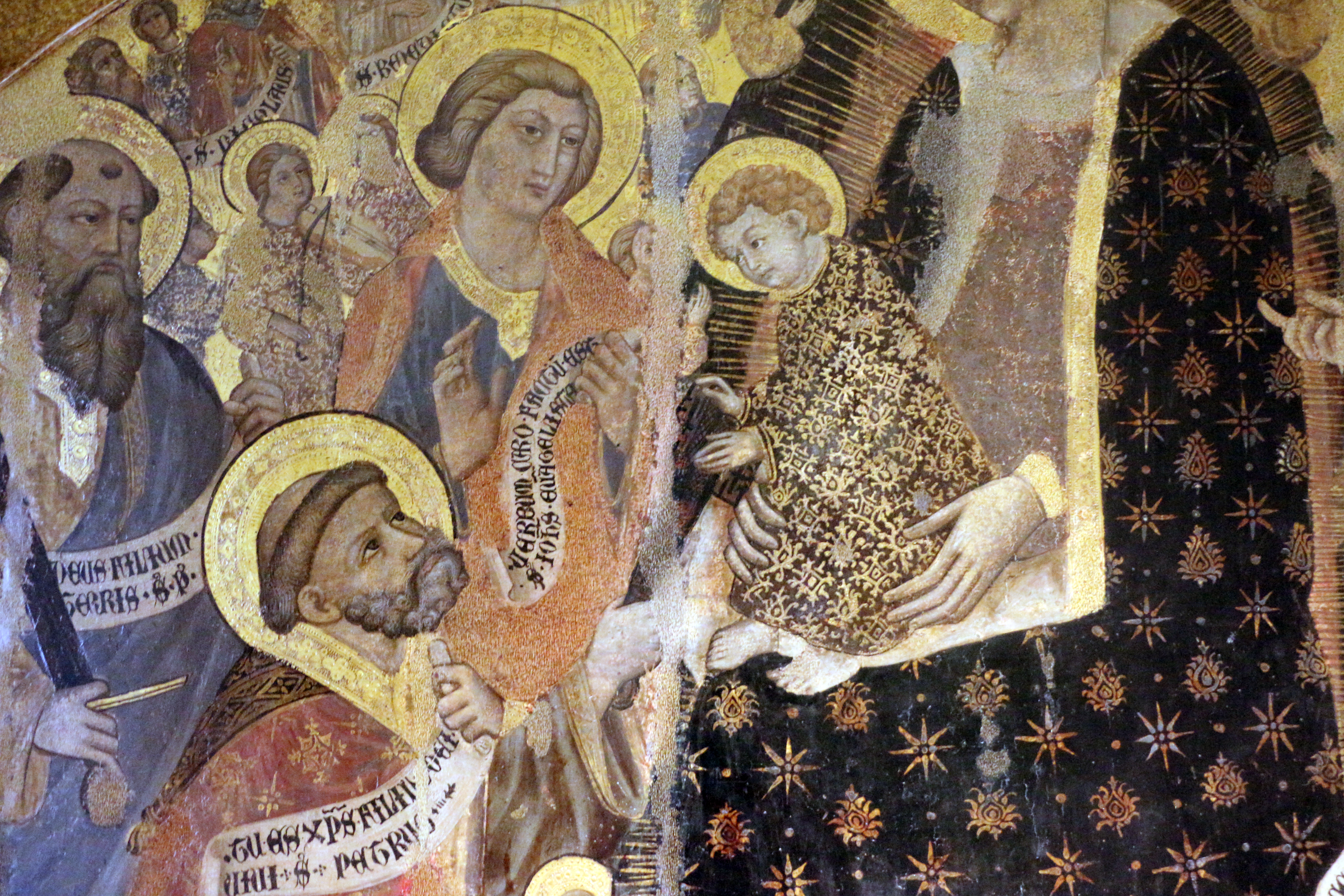
Madonna e santi, museo di Macerata

Giovanni di Corraduccio detto anche Giovanni Mazzaforte (Foligno, ... – ...; fl. 1404-1437) è stato un pittore italiano che dipinse nello stile gotico, attivo principalmente in Umbria e Marche.

## Biografia
Nacque a Foligno e sulla base di alcune fonti, si pensa che possa aver lavorato ad Assisi e Spoleto, ma solo alcuni affreschi deteriorati (1415-1616) nella Cappella di Santa Croce a San Venanzio, il Duomo di Fabriano, rimangono come sua opera documentata. Tra le opere a lui attribuite vi sono affreschi nel Palazzo Trinci di Foligno raffiguranti soggetti profani. Anche gli affreschi di Santa Maria di Pietrarossa di Trevi sono stati attribuiti a lui. Si dice che sia stato influenzato da Ottaviano Nelli e Lorenzo Salimbeni, che erano anche attivi a Palazzo Trinci.
Anche Pietro di Giovanni Mazzaforte, suo figlio, era un pittore. Si dice che Andrea di Cagno sia stato allievo di Corraduccio a Foligno.